# Округ Хаустон (Тенеси)
Округ Хаустон (енгл. Houston County) је округ у америчкој савезној држави Тенеси.

## Демографија
По попису из 2010. године број становника је 8.426, што је 338 (4,2%) становника више него 2000. године.
| Група             | 2000.         | 2010.         |
| Белци             | 7.611 (94,1%) | 7.931 (94,1%) |
| Афроамериканци    | 268 (3,3%)    | 193 (2,3%)    |
| Азијати           | 10 (0,1%)     | 25 (0,3%)     |
| Хиспаноамериканци | 101 (1,2%)    | 129 (1,5%)    |
| Укупно            | 8.088         | 8.426         |